# VIIe siècle
Voir aussi : Liste des siècles, Chiffres romains
Le VIIe siècle (ou 7e siècle) commence le 1er janvier 601 et finit le 31 décembre 700.

## Événements

### Afrique
- 613 ou 615 : première Hijrah, exode des musulmans en Abyssinie qui fuient la répression des Quraychites à La Mecque à la suite d'Othman, gendre de Mahomet pour se réfugier au royaume d'Aksoum où ils sont bien reçus[1]. Ils construisent la mosquée des compagnons à Massawa, la plus ancienne d'Afrique. L'Islam apparaît en Somalie peu après cet épisode comme en témoigne la construction de la mosquée Masjid al-Qiblatayn (en) de Zeilah[2].
- 647-709 : conquête musulmane du Maghreb[3]. Après un premier raid sur Sbeïtla mené par Abd Allâh ibn Saad ibn Sarh en 647 et une campagne de pillage en 661-663, le chef militaire Oqba ibn Nafi mène une troisième expédition en 669-672 qui aboutit à la fondation de Kairouan en 670. Abou al-Mouhajir lance une quatrième campagne en 673-681 mais se heurte à la résistance des villes byzantines et des populations berbères. Oqba ibn Nafi lance une cinquième campagne victorieuse en 681-683 dans les Aurès. Il est tué en 683 lors d'un soulèvement berbère conduit par Koceila qui prend Kairouan. Une cinquième campagne menée par Zouhaïr ibn Qaïs en 686/688 met en déroute l’armée berbère de Koceila, qui est tué. De 693 à 698, Hassan Ibn Numan parvient à prendre Carthage alors que la reine berbère de la confédération Djerawa, Diya (dite la Kahena), résiste dans les Aurès (695-698/702). Moussa Ibn Noçaïr achève la conquête de l'Afrique byzantine de 698 à 715[4],[5].

- Des chefs arabes dissidents émigrent en nombre sur la côte de Zandj (Tanzanie) et y forment des petits états, du VIIe au XIIIe siècle, comme Souleiman et Saïd, princes arabes venus d’Oman. Des colonies syriennes et perses sont envoyées par les califes[6].

- À la fin du siècle, un groupe de Berbères venus de Tripolitaine, peut-être chrétiens, fuyant l’invasion arabe, fondent le royaume songhaï et établit sa capitale à Koukia sur une île du Niger. Leur chef Za el-Ayamen rallie les populations des bords du Niger (pêcheurs Sorko et chasseurs Gao) après avoir, selon la légende, tué le grand poisson qui les tyrannisait, et fonde la première dynastie songhaï des Dia (ou des Za). Les Dia ont été identifiés à des Berbères lemta, originaires du Sahara central. Ils règnent pendant plusieurs siècles, malgré la convoitise des peuples voisins qui attaquent souvent la vallée fertile du Niger. Leur État s’étend du XIe au XIIIe siècle pour devenir un vaste empire[7],[8].

### Amérique
- 600-900 : apogée de la civilisation maya au classique récent. Apogée de la civilisation d’El Tajín dans l’État de Veracruz au Mexique[9].
- 600-1000 : civilisation Huari sur les hauts plateaux du Pérou[10]. Civilisation guerrière, elle met fin aux cultures régionales péruviennes, préparant la période Inca.
- Vers 600-1200 : tradition culturelle Arauquinoïde dans le bas-Orénoque et la Guyane (cultures Hertenrits, Kwatta, Barbakoeba et Thémire) ; céramique, villages installés dans la plaine côtière sur des monticules artificiels, agriculture en champs surélevés associés à des systèmes élaborés de drainage[11].
- 650-750 : phase Metepec ; les guerriers apparaissent de plus en plus dans l’art du dernier siècle de l’existence de Teotihuacán, symptôme ou présage de la fin prochaine de la cité, détruite finalement par le feu[12]. La ville garde cependant une bonne partie de sa population et conserve son importance religieuse jusqu’en 1521.

### Asie

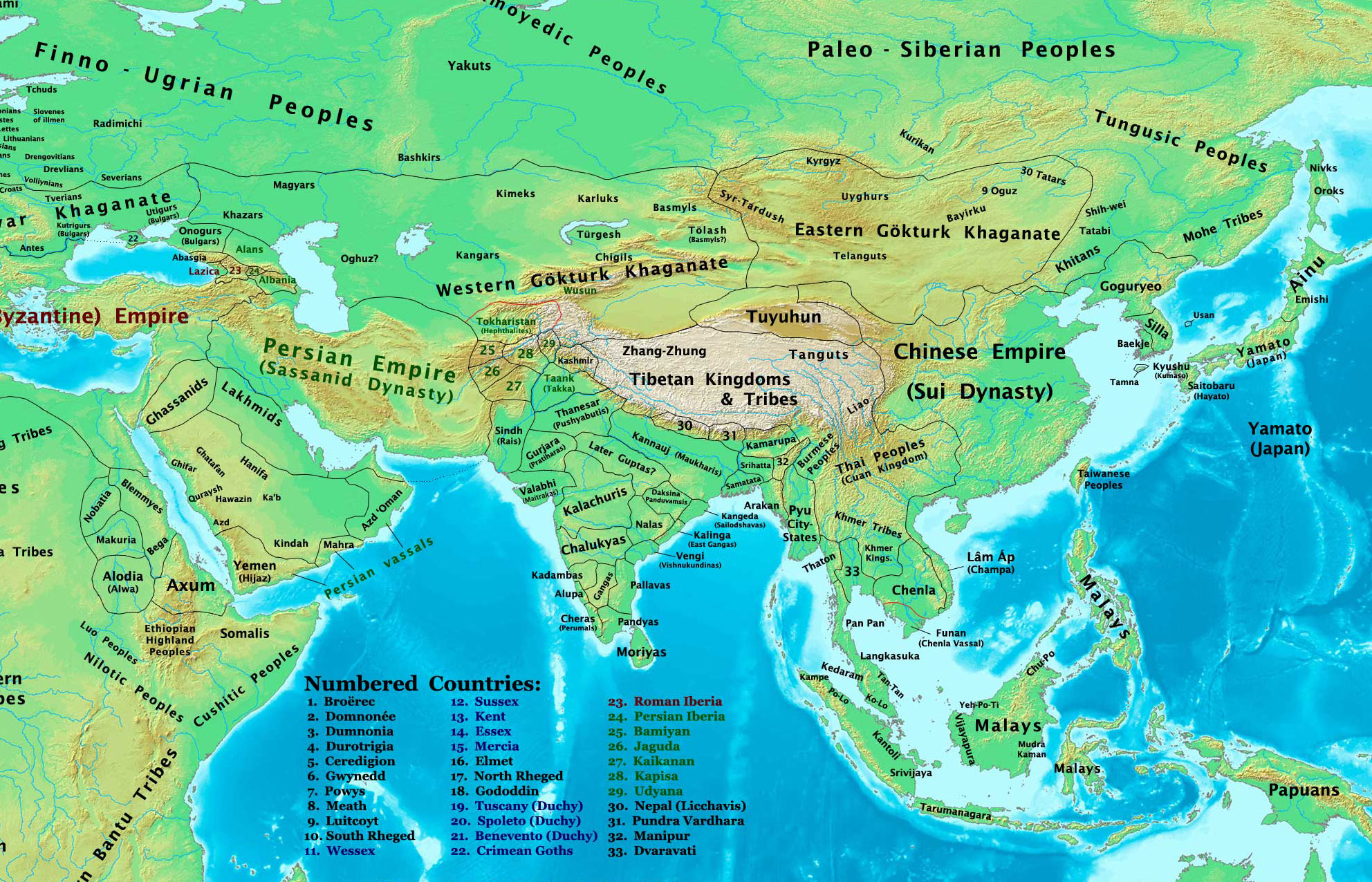
L'Asie vers 600.

- Vers 600 : fédération de neuf tribus turques « Tokuz Oghuz » au sud et au sud est du lac Baïkal[13].
- 601-629 : les principautés tibétaines sont réunies sous l’autorité du roi Namri Songtsen, un chef de la fertile vallée du Yarlung, cours supérieur du Brahmapoutre. Il mène une politique d’expansion agressive. Les Tibétains attaquent les populations frontalières de l’Inde et de la Chine, et les caravanes qui empruntent la route de la soie. Son fils, Songtsen Gampo (629-649) entreprend de nouvelles conquêtes et établit des relations avec le monde indien et le monde chinois. Il épouse une infante chinoise, Wencheng[14],[15] ; c’est à cette époque qu’est fondée Lhassa. Son ministre Thonmi Sambhota créé l'écriture tibétaine[16].
- 605 : au Népal, la dynastie des Thakuri succède aux Lichhavi[17].
- 618-907 : expansion de la Chine sous la dynastie Tang[18].

- Vers 650-1377 : le royaume bouddhiste de Sriwijaya, centré sur la côte sud-est de Sumatra, contrôle Java et les îles environnantes, puis après 689 les détroits de la Sonde et de Malacca. Il favorise l'expansion du bouddhisme[19],[20].
- 668-935 : en Corée, extension du royaume de Silla, qui unifie à son profit la péninsule et met fin à la période des Trois Royaumes[21].

- VIIe – VIIIe siècle : le Bhoutan se convertit au bouddhisme[22].
- VIIe – XIIe siècle : déclin du bouddhisme en Inde[23].

- Les Môns fondent le royaume Dvaravati dans le centre de la Thaïlande et le sud de la Birmanie[24].
- Un jeu de balle au pied (kemari) se répand au Japon[25].

### Proche-Orient
- 603-628 : reprise de la guerre entre la Perse et Byzance[26].  Après la chute de Maurice au profit de Phocas, Khosrô II envahit la Syrie et l’Anatolie. Succès perses contre Byzance, d’Édesse à Chalcédoine, face à Constantinople (609-610). Allié aux Avars, Khosrô envahit à plusieurs reprises l’Asie Mineure et paraît devant Constantinople en 615.
- 622 : Hégire. Début de la diffusion de l'Islam en Arabie qui s’achève par la conquête de la Mecque en 630 par le prophete Mahomet[27].
- 632-661 : début du califat à la mort de Mahomet et première phase de la conquête musulmane sous les quatre premiers califes Abû Bakr, Omar, Othman et Ali. La prise de Damas (635) et la bataille du Yarmouk (636) ouvrent la Syrie-Palestine à la conquête. L'empire Sassanide s'effondre après les batailles d'al-Qadisiyya (636) et de Nehavend (642), les prises de Ravy (644), de Persépolis (646) et de Merv (651) en Iran. L'Égypte byzantine est conquise par les troupes de Amru ben al-As après la bataille d'Héliopolis (640), la prise d'Alexandrie (646) et de Tripoli (649)[27].
- 656-661 : première fitna (« dissension »), guerre civile dans le monde musulman àla suite du meurtre du calife Uthman ; bataille du chameau (656) ; bataille de Siffin (657) ; arbitrage d'Edhroh ; révolte des kharijites (658) ; déchéance d’Ali au profit de Muʿawiya (660)[28].
- 661-750 : à la mort d'Ali, Muawiya Ier fonde le califat omeyyade avec Damas pour capitale[27]. Deuxième phase de la conquête musulmane vers le Maghreb (669-709)[3], la péninsule Ibérique (711-726), l'Anatolie byzantine, l'Asie centrale jusqu'à l'Indus (699-713)[29].
- 680-692 : deuxième Fitna ; bataille de Kerbala ; naissance du chiisme à la mort de Muawiya Ier[30]. Les califes omeyyades doivent faire face à de nombreuses révoltes : chiites, qurayshites (680-683), kharijites (684-692)[31]...

### Europe
- 550-800 : âge du fer germanique récent ou âge de Vendel en Scandinavie, du nom d’un site archéologique suédois[32].

- 597-709 : mission grégorienne ; évangélisation, fondation de monastères et d'évêchés en Grande-Bretagne[33].

- 602 : création du duché de Vasconie, vassale des royaumes francs,  sur le territoire de l'ancienne Novempopulanie[34]. Vers 673-676 se constitue une principauté d'Aquitaine indépendante des Francs, alliée aux Vascons, sous le duc Loup Ier de Vasconie[35].

- 602-626 : après sa restauration provisoire par les campagnes de l’empereur Maurice vers 600, la frontière danubienne de l’empire byzantin est abandonnée quand Phocas transfère les troupes en Orient (602-604) ; des Slaves, déjà présent en Grèce et en Macédoine, s’infiltrent en Thrace et dans l’ancienne Pannonie partiellement désertées entre 614 et 620[36]. C'est probablement à ce moment que les Sept Tribus slaves occupent la Bulgarie actuelle. Le retrait des Avars après leur défaite de 626 laisse la voie libre aux Slaves méridionaux, les Croates, venus des Carpates et les Serbes, venus de Galicie orientale vers les actuelles Croatie et Serbie[37]. Les Slovènes, un peuple slave de Pannonie, quittent la plaine hongroise pour s’établir sur les côtes de l’Adriatique et se livrent à des incursions en Istrie et en Vénétie (592, 600, 602)[38], tandis qu’au nord ils pénètrent dans les vallées des Alpes où ils se heurtent aux Bavarois sur le cours supérieur de la Drave vers 626-629[39].

- 613-639 : Clotaire II (613-629) et son fils Dagobert Ier (629-639) reconstituent l'unité du royaume franc sous la prédominance de la Neustrie. La dynastie mérovingienne connait ses derniers éclats ; à la mort de Dagobert Ier la réalité du pouvoir passe aux maires du palais, Aega, puis Erchinoald et Ébroïn (662-680) en Neustrie et Bourgogne et aux Pépinides en Austrasie[40].

Expansion de la Grande Bulgarie de 628 à 665.

- 632-665 :  Koubrat, chef du clan Doulo, unifie les tribus proto-bulgares (Outigoures, Koutrigoures, Onogoundoures) pour s'émanciper des Avars et crée sur un vaste territoire au sud de la steppe pontique un État puissant décrit par les chroniqueurs byzantins comme la « Grande Bulgarie »[41].

- 657-669 : régence de Bathilde[42]. Elle édicte des lois contre l'esclavage dans le royaume Franc (interdiction d'acheter ou vendre des esclaves).
- 666 et 669 : début des raids musulmans contre la Sicile byzantine[43].

- 672-673 : occupation temporaire de Rhodes par les musulmans[44].

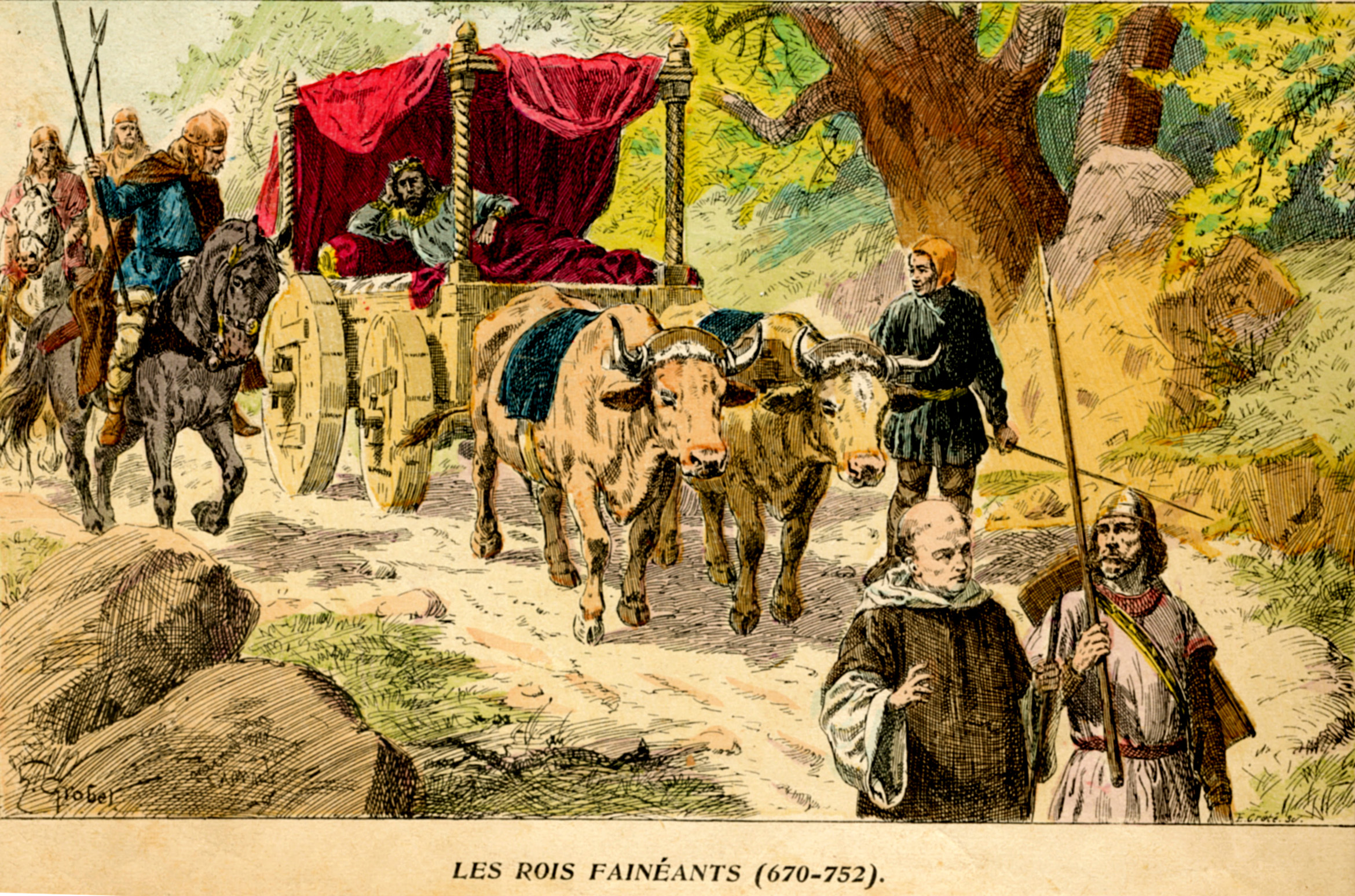
Représentation traditionnelle d'un roi fainéant dans son char à bœufs.
Lithographie de H. Grobet extraite d'une Histoire de France illustrée (éditions Émile Guérin, 1902).

- 673-755 : époque dite des rois fainéants à la mort de Clotaire III (673) puis de Childéric II (675). L’autorité échappe aux Mérovingiens pour tomber aux mains des maires du Palais, majordomes et ministres des finances[45]. La bataille de Tertry en 687 permet la réunification du royaume franc sous l'égide de l'Austrasie grâce à la victoire de Pépin de Herstal, désormais seul maire du palais (688)[46].

- 674 : raid musulman contre la Crète[44].
- 674-678 : siège de Constantinople par les Arabes.
- 677-687 : guerre entre la Neustrie et l'Austrasie[46].
- 681 : établissement du khanat bulgare du Danube[37] (681-864).

## Personnages significatifs

### Califat
- Mahomet (La Mecque, v. 570 - Médine, 632).
- Abou Bakr As-Siddiq (573, 634), premier calife de l'Islam.
- Omar ibn al-Khattab (581, 644), second calife de l'Islam,
- Uthman ben Affan, troisième calife de l'Islam.
- Ali ibn Abi Talib, quatrième calife de l'Islam,

### Indes
- Brahmagupta, mathématicien indien.
- Kumârila, philosophe hindou , adversaire acharné du bouddhisme, commentateur de la Mîmâmsâ (vers 650-700)[47].

### Extrême-Orient
- Hanshan, poète et ermite chinois.
- Tang Taizong (599-649), empereur chinois.

### Chrétienté
- Caedmon, poète anglais,
- Cuthbert de Lindisfarne (v. 634, 687), moine et évêque anglais,
- Grégoire Ier le Grand (532-604), pape. Il introduit les arts dans le christianisme.
- Isidore de Séville (v. 565, 636), évêque et érudit de l'Espagne wisigothique.
- Héraclius (v. 575, 641), empereur byzantin,
- Pépin de Landen, maire du palais d'Austrasie.
- Religieux du Nord-Ouest de l'Europe sanctifiés : Audomar, Bertin de Sithiu, Éloi de Noyon, Amand de Maastricht, Maurand de Douai, Aubert de Cambrai, Winoc de Bergues, Wulmar.